# 高知市立城北中学校
高知市立城北中学校（こうちしりつ じょうほくちゅうがっこう）は、高知県高知市八反町一丁目にある公立中学校。高知城から見て北西に位置する。

## 沿革
1947年（昭和22年）5月1日に旧高知市立城北国民学校の校舎を使用して開校し、翌1948年（昭和23年）9月1日にPTAが結成された。開校当時の校区は追手前小学校・江ノ口小学校・秦小学校・初月小学校・小高板小学校・潮江小学校・第四小学校・第六小学校の各校区だったが、その後以下のように変遷している。
- 1949年（昭和24年）4月1日 - 第四・第六両小学校区が高知市立城西中学校に、潮江小学校区が高知市立潮江中学校に分離される[2]。
- 1956年（昭和31年）4月1日 - 秦小学校区および江ノ口小学校区の一部（愛宕町以東）が高知市立愛宕中学校に分離される[2]。
- 1957年（昭和32年）4月1日 - 江ノ口小学校区の全域が愛宕中学校に分離される[2]。
- 1971年（昭和46年）4月1日 - 一ツ橋町・宝町の一部が本校区に編入される[2]。

1958年（昭和33年）8月6日にプールが完成したほか、1971年5月23日に体育館が完成したが、体育館は1973年（昭和48年）5月15日に一部を残して焼失してしまう。それ以降は分散授業となったが同年7月13日に仮校舎が完成したことで統一授業が再開された。1973年12月1日 - 1974年（昭和49年）9月20日には校舎改築工事が行われ、新校舎完成後の1974年10月1日に校舎を移転した。10月1日に校舎を移転する。
1981年（昭和56年）には2教室を、1982年（昭和57年）には4教室を、1983年（昭和58年）には6教室をいずれもプレハブ校舎で増設した後、1983年7月27日 - 1984年（昭和59年）3月15日に校舎増築工事を行った。またプール工事も実施され、1985年（昭和60年）6月20日に完成している。

## 通学区域
- 高知市立はりまや橋小学校区
  - 永国寺町
  - 与力町
  - 唐人町2番，3番
  - 本町一丁目
  - 本町二丁目
  - 本町三丁目1番，2番，3番の一部，4番の一部
  - 廿代町1番の一部，2番の一部，3番から18番まで
  - 帯屋町一丁目4番の一部，5番の一部，6番の一部，7番から15番まで
  - 帯屋町二丁目
  - 追手筋一丁目3番の一部，4番の一部，5番から11番まで
  - 追手筋二丁目
  - 丸ノ内一丁目1番から3番まで，8番
  - 丸ノ内二丁目
- 高知市立小高坂小学校区[注 2]
  - 宝町3番から8番，16番から19番まで，23番から25番まで，31番から36番まで
  - 宮前町
  - 山ノ端町
  - 三ノ丸
  - 越前町一丁目
  - 越前町二丁目
  - 桜馬場
  - 大膳町
  - 新屋敷一丁目
  - 新屋敷二丁目
  - 西町
  - 井口町の一部
  - 城北町
  - 小津町
  - 八反町一丁目
  - 八反町二丁目
  - 北八反町
  - 南万々の一部(紅水川から南の地域)
- 高知市立初月小学校区
  - 中万々
  - 万々
  - 西久万
  - 中久万
  - 南久万
  - 円行寺
  - 柴巻
  - 南万々の一部(紅水川から北の地域)
  - みづき一丁目
  - みづき二丁目
  - みづき三丁目
  - みづき山
- 高知市立一ツ橋小学校区
  - 宝町1番，2番，9番から15番まで，20番から22番まで，26番から30番まで
  - 東久万
  - 一ツ橋町一丁目
  - 一ツ橋町二丁目

## 周辺
- 四国旅客鉄道（JR四国）土讃線・入明駅および円行寺口駅[8]
- 高知大学教育学部附属中学校・高知大学教育学部附属小学校[8]
- 高知市立小高坂小学校[8]
- 高知県立高知小津高等学校[8]
- 小津神社[8]

## 著名な出身者

### 文学
- 松田ひろむ - 俳人[9]

### 芸術
- 岩本久則 - 漫画家（松田ひろむと同級生）[9]
- 山下俊輔 - ギタリスト、作曲家[10]

### 芸能
- 広末涼子 - 女優（旧・高知市立追手前小学校出身）[6]

### スポーツ
- 江本孟紀 - 実業家。元プロ野球選手、元政治家。高知市立潮江中学校へ転校。
- 中山裕章 - 元プロ野球選手・横浜大洋ホエールズ→中日ドラゴンズ所属投手[11]
  - 卒業後は高知市立高知商業高等学校へ進学し1983年夏・1985年夏の高校野球甲子園大会出場。1985年度ドラフト会議にて大洋から1位指名。
- 藤川球児 - 元 プロ野球選手・阪神タイガース所属投手[12]
  - 高知市立小高坂小学校出身[13]。広末とは同級生で[12]、在学中の1995年（当時3年生）には市内を流れる鏡川に転落した男性を他の中学生3人とともに救助して高知警察署から感謝状を受けている[14]。
  - 卒業後は高知商業高校へ進学し1997年夏の高校野球甲子園大会に出場。1998年度ドラフト会議にて阪神から1位指名。
- 楠瀬章仁 - 元サッカー選手（ミッドフィールダー）・サッカー指導者[15]
  - 卒業後は高知小津高校へ進学[15]。
- 山中詩乃 - 2012年ロンドンオリンピック・近代五種競技日本代表[16][17]
  - 卒業後は高知県立山田高等学校（香美市）へ進学[16]。